# José Eduardo Agualusa
José Eduardo Agualusa Alves da Cunha (* 13. prosince 1960 Nova Lisboa) je angolský spisovatel a novinář, píšící portugalsky.
Narodil se v koloniální Angole jako příslušník bílé menšiny, jeho otec pochází z Brazílie a matka z Portugalska. Vystudoval zemědělství a lesnictví na Technické univerzitě v Lisabonu, během studií se začal věnovat žurnalistice. V roce 1989 vydal svůj první román Spiknutí. Ve své tvorbě se inspiruje peripetiemi moderní angolské historie.
Spolupracuje s rozhlasovou stanicí RDP África a deníky O Globo a Público, stál u zrodu nakladatelství Lingua Geral. Žije na ostrově Mosambik, kde založil veřejnou knihovnu. Knihu Elegantní terorista napsal společně s mosambickým spisovatelem Miou Coutem. V roce 2007 mu byla udělena cena listu The Independent pro zahraniční beletrii a v roce 2017 International Dublin Literary Award za knihu Obecná teorie zapomínání.
Nakladatelství Triáda vydalo v roce 2020 Agualusův román Prodavač minulostí v českém překladu Lady Weissové.